# عماد أومغار
عماد أومغار (بالفرنسية : Imad Oumghar) (24 يناير 1991 المغرب) هو لاعب كرة قدم مغربي.

## نبذة شخصية
عماد أومغار لاعب كرة قدم ريفي مغربي ازداد بتاريخ 24 يناير 1991 بالحسيمة , يقطن بنفس المدينة.

## مسيرته الرياضية
يلعب عماد لصالح فريق النادي القنيطري بالمغرب.